# Mutabilicoccus artocarpi
Mutabilicoccus artocarpi är en insektsart som beskrevs av Williams 1960. Mutabilicoccus artocarpi ingår i släktet Mutabilicoccus och familjen ullsköldlöss. Inga underarter finns listade i Catalogue of Life.